# Medardo Rosso

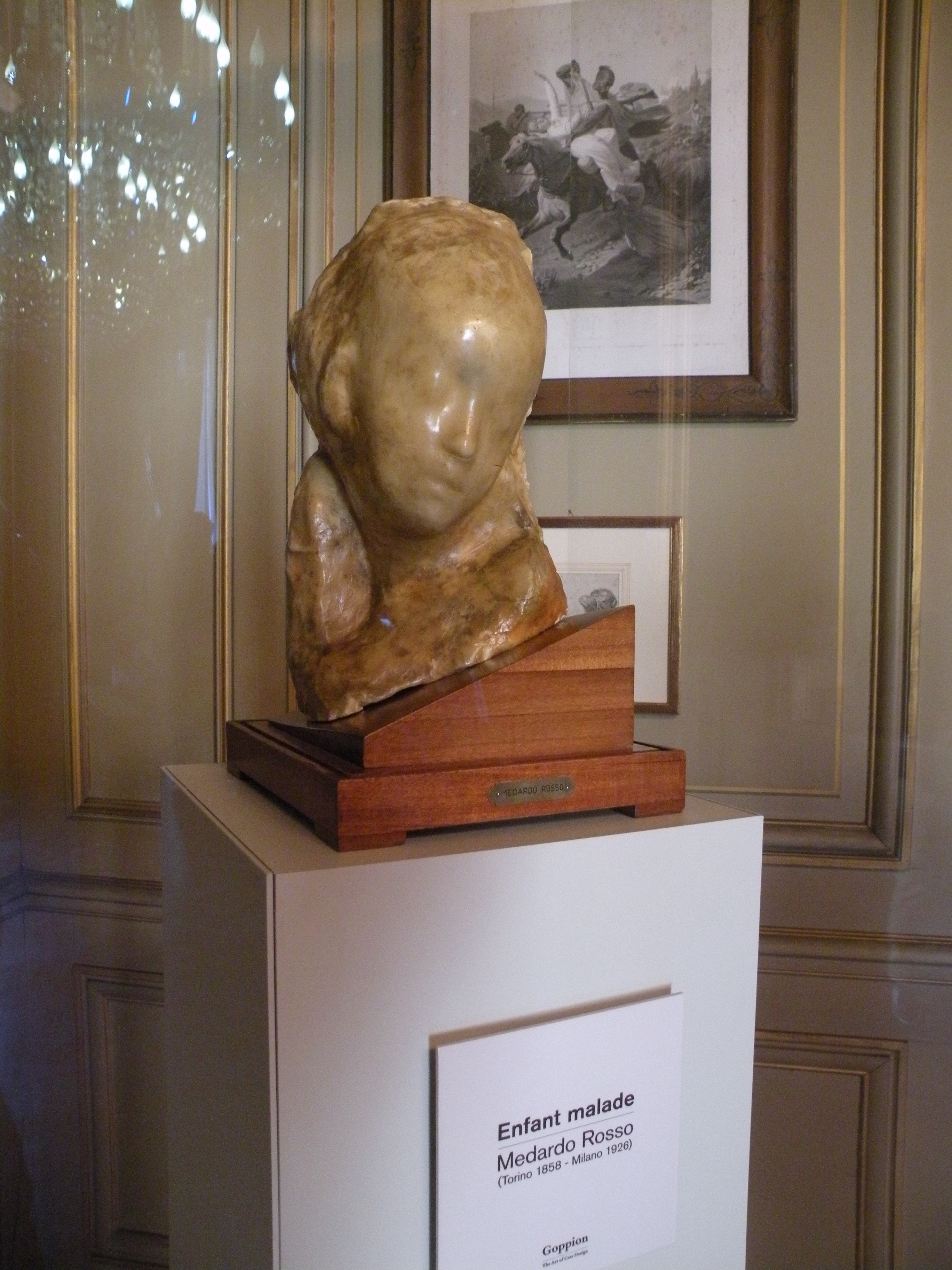
Krankes Kind

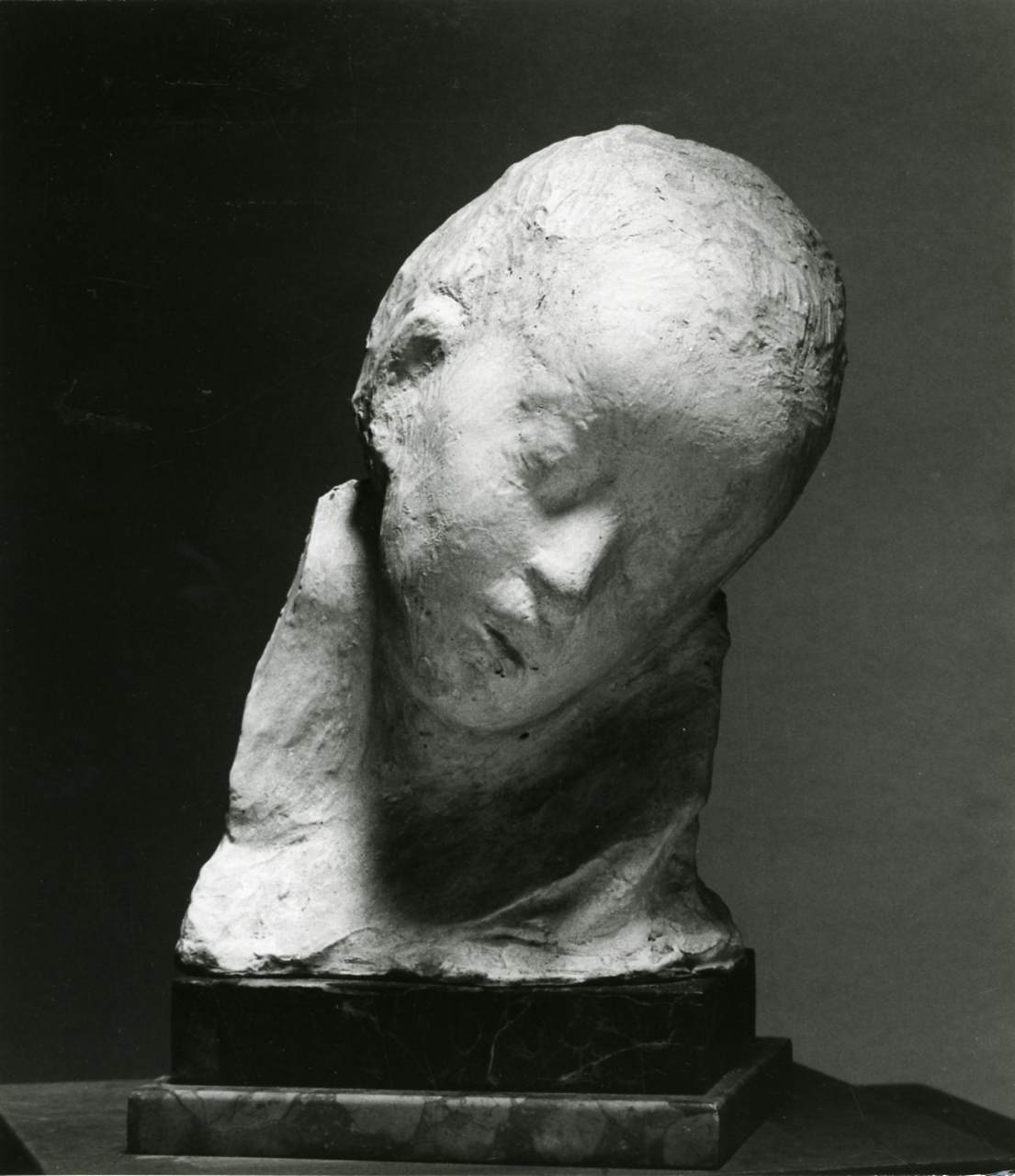
Bambino malato (Krankes Kind) (1895)

Medardo Rosso (* 21. Juni 1858 in Turin; † 31. März 1928 in Mailand) war ein italienisch-französischer Bildhauer und Fotograf.

## Leben
Medardo Rosso war das einzige Kind des Bahnhofsvorstehers Luigi Rosso. Als 1870 sein Vater nach Mailand versetzt wurde, ging Medardo mit und absolvierte dort auch seine Schulzeit. In der Nähe von Mailand leistete er zwischen 1879 und 1881 auch seinen Militärdienst in Pavia. In jener Zeit begann er auch Malunterricht zu nehmen. 
Mit Unterstützung seiner Lehrer konnte Rosso ab Herbst 1882 an der Accademia di Belle Arti di Brera (Mailand) studieren. Als er nach elf Monaten vom Studium ausgeschlossen wurde, versuchte er sich autodidaktisch weiterzubilden. 1884 heiratete er Giuditta Pozzi, mit der er im selben Jahr einen Sohn, Francesco, bekam. Ende 1884 ließ sich Rosso in Paris nieder, wo er sich bald einen Namen machte. Der Mäzen Gaetano Pesce hatte von ihm vier Bronzen gekauft und diese mit großem Erfolg 1886 beim Salon des artistes français und dem Salon des Indépendants ausgestellt. Der Philosoph Edmond Thiaudière (1837–1930) verfasste eine begeisterte Eloge darüber.
1896 richtete sich Rosso im 17. Arrondissement eine eigene Gießerei ein. In jener Zeit entstanden viele seiner Entwürfe. 1900 lernte er die niederländische Künstlerin und Mäzenin Etha Fles kennen. 1902 wurde Rosso durch den französischen Staatspräsidenten Émile Loubet naturalisiert.
Bei einem Aufenthalt in Wien 1903 wurde er von einer Straßenbahn angefahren und erlitt ein Schädel-Hirn-Trauma. 1922 kehrte er nach Mailand zurück. Ab 1927 machten sich wieder gesundheitliche Probleme bemerkbar und er musste 1928 operiert werden. Rosso starb an den Folgen und fand auf dem Cimetero Monumental seine letzte Ruhestätte. Seine Grabstelle schmückt seine Bronzefigur Ecce Puer. Noch im gleichen Jahr gründete sein Sohn in Barzio (Lombardei) das Museo Medardo Rosso.